# Tangerine (Florida)
Tangerine és una concentració de població designada pel cens dels Estats Units a l'estat de Florida. Segons el cens del 2000 tenia 826 habitants.

## Demografia
Segons el cens del 2000, Tangerine tenia 826 habitants, 323 habitatges, i 256 famílies. La densitat de població era de 277,3 habitants/km².
Dels 323 habitatges en un 31,6% hi vivien nens de menys de 18 anys, en un 67,2% hi vivien parelles casades, en un 8,4% dones solteres, i en un 20,7% no eren unitats familiars. En el 16,1% dels habitatges hi vivien persones soles el 5,3% de les quals corresponia a persones de 65 anys o més que vivien soles. El nombre mitjà de persones vivint en cada habitatge era de 2,56 i el nombre mitjà de persones que vivien en cada família era de 2,85.
Per edats la població es repartia de la següent manera: un 23,2% tenia menys de 18 anys, un 4,7% entre 18 i 24, un 27,6% entre 25 i 44, un 29,8% de 45 a 60 i un 14,6% 65 anys o més.
L'edat mediana era de 42 anys. Per cada 100 dones de 18 o més anys hi havia 91,5 homes.
La renda mediana per habitatge era de 42.264 $ i la renda mediana per família de 49.667 $. Els homes tenien una renda mediana de 40.585 $ mentre que les dones 22.045 $. La renda per capita de la població era de 21.670 $. Entorn del 2,8% de les famílies i el 2,7% de la població estaven per davall del llindar de pobresa.

## Poblacions més properes
El següent diagrama mostra les poblacions més properes.